# In papyro
Izraz in papyro  se odnosi se na eksperimente ili istraživanja izvršena samo na papiru.
Na primjer, termin se može primijeniti na epidemiološke studije koje ne uključuju kliničke instrumente. Primjer su mnoge meta-analize. Ovakva istraživanja su veoma česta u statistici i rekonstrukciji bioloških pojava i procesa iz prošlosti, na bazi pisanih dokumenata. Ovakav način istraživanja je korišten i u analizi rodoslovlja i populacijskoj genetici.
Termin je sličan izrazima kao što su in vivo, in vitro ili in silico. Kao i drugi, in papyro nema stvarnog značenja, a napravljen je iz latinskog jezika kao analogija na druge, popularnije i dugotrajne termine bioloških znanosti, kao što su  in vivo i in vitro. In papyro  se međusobno isključuju s in vitro i in vivo, ali se preklapa s in silico - to jest, studijama preko računara za apstraktne simulacije, koje se mogu smatrati kao in papyro.